# TSG 1846 Mainz-Bretzenheim
Die TSG 1846 Mainz-Bretzenheim (offiziell: Turn- und Sportgemeinschaft 1846 e. V. Mainz-Bretzenheim) ist ein deutscher Sportverein mit Sitz im Mainzer Ortsbezirk Bretzenheim in Rheinland-Pfalz.

## Geschichte und Sportangebot
Im Jahre 1846 wurde der Turnverein 1846 Bretzenheim gegründet. Laut der Vereinssatzung wurde dem TV 1846 Bretzenheim am 14. Juni 1879 vom hessischen Großherzog Ludwig III. die Korporationsrechte verliehen. Da Ludwig III. bereits 1877 starb, wurde das Recht wohl von dessen Nachfolger Ludwig IV. vergeben worden sein. Am 14. Mai 1966 fusionierte schließlich der Turnverein mit der am 10. Februar 1946 gegründeten SG Bretzenheim zum heutigen Verein. Die TSG 1846 Mainz-Bretzenheim bietet Fußball, Futsal, Handball, Tennis, Turnen und Volleyball an.

## Fußball

### Nachkriegszeit
Die heutige Fußball-Abteilung fand sich eigenständig am 10. Februar 1946 als SG 1946 Bretzenheim zusammen und nahm am Spielbetrieb in Mainz teil. Am 25. März wurde die Mannschaft dann auch offiziell als Verein gegründet. Zur Saison 1946/47 stieg der Verein dann in den Spielbetrieb der Landesliga Rheinhessen ein. Mit 27:25 Punkten belegte man hier am Ende der Saison den siebten Platz. Am 26. März 1949 wurde dann beschlossen sich wieder mit dem Turnverein zusammenzuschließen. Ein paar Gegner dieser Entscheidung innerhalb der Fußballer spalteten sich ab und gründeten darauf den SV 1912 Mainz-Bretzenheim.
Zur Saison 1949/50 ging der Verein dann in die neue Landesliga Rheinhessen/Nahe über, mit 16:40 Punkten stieg man am Ende dieser Spielzeit jedoch in die Bezirksklasse Mainz/Kreuznach ab. Ebenfalls im Jahr 1949 benannte sich der Verein am 28. April schließlich in Sportgemeinschaft 1846 Mainz-Bretzenheim um. Ein weiteres Jahr später am 26. August 1950 fand dann jedoch eine erneute Umbenennung in den heutigen Vereinsnamen Turn- und Sportgemeinschaft 1846 Mainz-Bretzenheim statt.

### Zeit in der A-, B- und C-Klasse
Zur Saison 1952/53 wurde die erste Fußball-Mannschaft dann in die neu eingeführte A-Klasse Rheinhessen Nord versetzt. Dort gelang dann am Ende der Saison 1953/54 der erste Platz, in den Aufstiegsspielen zur 2. Amateurliga scheiterte man jedoch am TSV Rhenania Rheindürkheim. Nach der Saison 1957/58 muss man dann als Vorletzter auch aus der A-Klasse in die B-Klasse absteigen. Der Wiederaufstieg in die mittlerweile A-Klasse Rheinhessen-Nord heißende Liga sollte dann am Ende Spielzeit 1967/68 schließlich gelingen. Die komplette Fusion des Turn- mit dem Gesamtverein folgt dann auch am 14. Mai 1966. Nach fast zehn Jahren Ligazugehörigkeit geht es dann nach der Saison 1976/77 für die Fußball-Mannschaft erneut runter in die B-Klasse. Erneut soll es dann zehn Jahren dauern, bis der Mannschaft wieder der Aufstieg in die A-Klasse gelingen sollte. Diesmal konnte man sich jedoch wiederum nur bis zur Spielzeit 1989/90 in der Liga halten und musste am Saisonende als letzter der Tabelle wieder absteigen. Eine Saison später sollte man dann erstmals in der Vereinsgeschichte sogar in die C-Klasse absteigen müssen. Aus dieser konnte man dann jedoch bereits nach der Saison 1992/93 wieder erfolgreich entkommen.

### Aufstiegsjahre
Zur Saison 1995/96 wurde die Mannschaft dann in die neue Kreisliga Ost eingeordnet. Diese konnte man schließlich am Ende der Saison 1996/97 sogar mit einem Aufstieg wieder verlassen und spielte fortan in der Bezirksklasse Rheinhessen-Nord. Hieraus gelang dann bereits nach der Saison 1999/2000 direkt der nächste Aufstieg. Womit die Mannschaft zur Saison 2000/01 in der Bezirksliga Rheinhessen spielen durfte. Dort konnte man sich dann jedoch zwar auch halten, konnte jedoch nie einen einstelligen Tabellenplatz erzielen. Nach der Spielzeit 2003/04 ging es dann über den 16. Platz mit ebenfalls nur 16 Punkten wieder in die Bezirksklasse. Aus dieser gelang dann am Ende der Spielzeit 2012/13 dann schließlich wieder der Aufstieg zurück in die Bezirksliga. Nach dem zweiten Platz der Saison 2014/15 qualifizierte man sich für die Aufstiegsrelegation zur Landesliga Ost, welche man dann auch erfolgreich abschließen konnte. Somit spielte der Verein seit der Saison 2015/16 in der Landesliga Ost, wo er 2022 die Meisterschaft gewann. Seitdem spielt die erste Mannschaft in der Verbandsliga Südwest.

## Futsal
Die Futsalmannschaft qualifizierte sich 2020 als südwestdeutscher Meister erstmals für die deutsche Meisterschaft, scheiterte aber bereits in der ersten Runde mit 1:5 am SSV Jahn Regensburg. Ein Jahr später erreichten die Mainzer das Halbfinale, unterlagen dort aber dem späteren Titelträger TSV Weilimdorf mit 2:4. Die TSG-Futsaler gehörten 2021 zu den Gründungsmitgliedern der Futsal-Bundesliga. Nach dem Abstieg in der Premierensaison konnte man sich über die Regionalliga Südwest für die Relegation zur Bundesliga qualifizieren.

## Weitere Abteilungen

### Volleyball
Die Frauenmannschaft der TSG 1846 Mainz-Bretzenheim spielte von 1986 bis 1988 sowie in den Spielzeiten 1996/97 und 1998/99 in der 2. Bundesliga Süd. Im Jahre 2014 gelang der Aufstieg in die 3. Liga Süd. In der Saison 2015/16 waren die Mainzerinnen sportlich abgestiegen, verblieben aber aufgrund des Rückzuges der TG Biberach in der Liga. 2018 stieg die Mannschaft ab und spielt seitdem in der Regionalliga Südwest.

### Handball
Im Jahre 2007 gründeten die Handballabteilungen der TSG 1846 Mainz-Bretzenheim und der DJK Moguntia Bretzenheim die Spielgemeinschaft SG Bretzenheim. Die Frauenmannschaft stieg 2013 in die 3. Liga West und zwei Jahre später in die 2. Bundesliga auf. Als Vorletzter der Saison 2015/16 folgte der direkte Wiederabstieg. Anschließend spielten die Mainzerinnen in der 3. Liga. Im Jahr 2022 kehrte die Damenmannschaft in die 2. Bundesliga zurück, aus der Mainz-Bretzenheim ein Jahr später wieder abstieg. Im Sommer 2023 wurde die Spielgemeinschaft aufgelöst. Ein Jahr später gelang der TSG 1846 Mainz-Bretzenheim den sofortigen Wiederaufstieg. 2025 musste die Damenmannschaft den Gang in die Drittklassigkeit antreten.